# 모모야마다이역
모모야마다이역(일본어: 桃山台駅, ももやまだいえき 모모야마다이에키[*])는 일본 오사카부 스이타시에 있는 기타오사카 급행 전철 난보쿠 선의 역이다. 역 번호는 M09이다.

## 역 구조
신미도스지(국도 제423호선) 미나미센리와 병행하면서 그 직하에 위치하며, 상하선에 끼는 형태로 지상역사에 섬식 승강장 1면 2선의 구조이다.
출입구는 미나미구치와 기타구치의 2곳 있다. 개업 당초부터 공용한 것은 미나미구치의 신미도스지의 측면에 낀 부분에 교상역사가 있다. 오랫동안 에스컬레이터가 없었지만 2010년 10월에 플랫폼에서 개찰구까지 연결하는 하행 에스컬레이터가 설치되었다. 개찰구에서 출구로 가기 위해서는 계단을 내려오고 다시 올라가야 하는 구조이다.
화장실은 미나미구치 개찰 내 위치하고, 기타구치 개찰에서 엘리베이터를 따라 내려온 곳 정면의 플랫폼 상에 다목적 화장실이 1곳 설치되어 있다.
플랫폼 위에 태양식의 꽃시계가 설치되었지만 2010년경 철거되었다.
| 1 | □ 기타오사카 급행 전철 난보쿠 선 | 에사카 · 미도스지 선 직결 신오사카 · 우메다 · 난바 · 덴노지 · 아비코 · 나카모즈 방면 |
| 2 | □ 기타오사카 급행 전철 난보쿠 선 | 미노카야노 방면                                                                      |

## 역 주변
- 모모야마 공원
- 아자르 모모야마다이
- 스이타 모모야마다이 우체국
- 한큐 오아시스
- 국도 제423호선
- 한큐 센리 선 미나미센리 역 - 동쪽으로 약 1.5km 거리

## 역사
- 1970년 2월 24일: 영업개시.
- 2010년 4월 3일: 북쪽 개찰구 영업과 동시에 플랫폼 상에도 다목적 화장실을 설치함.

## 인접역
| □ 기타오사카 급행 전철 난보쿠 선 | □ 기타오사카 급행 전철 난보쿠 선 | □ 기타오사카 급행 전철 난보쿠 선 |
| -------------------------------- | -------------------------------- | -------------------------------- |
| M08 센리추오 미노카야노 방면     |                                  | M10 료쿠치코엔 나카모즈 방면     |